# MLW Fightland
MLW Fightland es un evento de supercard de lucha libre profesional producido por Major League Wrestling (MLW). El evento se llevó a cabo por primera vez en 2018 como una grabación de televisión para el programa semanal de MLW, Fusion.

## Ediciones

### 2022
Fightland fue un evento de lucha libre profesional producido por Major League Wrestling (MLW), que se realizó el 30 de octubre de 2022 en el 2300 Arena de Filadelfia, Pensilvania. Fue el cuarto evento en la cronología de Fightland y servirá como una grabación de televisión para MLW Fusion.

#### Resultados[1][2]
- Dr. Dax derrotó a Vinny Pacifico
- Mance Warner derrotó a nZo por descalificación.
- Alex Kane (con Mr. Thomas) derrotó a Mr. Marvelous en un Prize Fight Challenge por decisión de detener el combate.
- Lince Dorado derrotó a Shun Skywalker (c) y ganó el Campeonato Mundial Peso Medio de MLW.
- The Samoan SWAT Team (Lance Anoa'i & Juicy Finau) (con Jacob Fatu) derrotaron a The Full Blooded Italians (Little Guido & Ray Jaz).
- Taya Valkyrie (c) (con Cesar Duran) derrotó a Trish Adora y retuvo el Campeonato Mundial Femenino Peso Pluma de MLW.
- Calvin Tankman derrotó a Willie Mack.
- Alexander Hammerstone (c) derrotó a EJ Nduka en un Last Man Standing Match y retuvo el Campeonato Mundial Peso Pesado de MLW.
- Sam Adonis derrotó a Johnny Trash.
- Davey Boy Smith Jr. & The Billington Bulldogs (Thomas & Mark Billington) derrotaron a The Bomaye Fight Club (Alex Kane, Myron Reed, & Mr. Thomas).
- nZo derrotó a Mance Warner en un	Street fight
- Microman & Lince Dorado derrotó a Delirious & Mini Abismo Negro.
- Alec Price derrotó a TJ Crawford.
- Trish Adora derrotó a Gia Scott.
- Jacob Fatu derrotó a Lio Rush